# Longperrier
Longperrier és un municipi francès, situat al departament de Sena i Marne i a la regió de Illa de França. L'any 2007 tenia 2.309 habitants.
Forma part del cantó de Mitry-Mory, del districte de Meaux i de la Comunitat d'aglomeració Roissy Pays de France.

## Demografia

### Població
El 2007 la població de fet de Longperrier era de 2.309 persones. Hi havia 852 famílies, de les quals 208 eren unipersonals (104 homes vivint sols i 104 dones vivint soles), 204 parelles sense fills, 372 parelles amb fills i 68 famílies monoparentals amb fills.
La població ha evolucionat segons el següent gràfic:
Habitants censats

### Habitatges
El 2007 hi havia 911 habitatges, 875 eren l'habitatge principal de la família, 1 era una segona residència i 35 estaven desocupats. 512 eren cases i 388 eren apartaments. Dels 875 habitatges principals, 489 estaven ocupats pels seus propietaris, 358 estaven llogats i ocupats pels llogaters i 28 estaven cedits a títol gratuït; 54 tenien una cambra, 172 en tenien dues, 169 en tenien tres, 190 en tenien quatre i 290 en tenien cinc o més. 733 habitatges disposaven pel capbaix d'una plaça de pàrquing. A 428 habitatges hi havia un automòbil i a 371 n'hi havia dos o més.

### Piràmide de població
La piràmide de població per edats i sexe el 2009 era:
| Homes | Edats   | Dones |
| ----- | ------- | ----- |
| 0     | 95 o +  | 4     |
| 0     | 90 a 94 | 0     |
| 0     | 85 a 89 | 8     |
| 0     | 80 a 84 | 0     |
| 8     | 75 a 79 | 8     |
| 20    | 70 a 74 | 12    |
| 4     | 65 a 69 | 16    |
| 40    | 60 a 64 | 32    |
| 32    | 55 a 59 | 8     |
| 64    | 50 a 54 | 72    |
| 104   | 45 a 49 | 80    |
| 72    | 40 a 44 | 72    |
| 108   | 35 a 39 | 80    |
| 120   | 30 a 34 | 100   |
| 80    | 25 a 29 | 140   |
| 40    | 20 a 24 | 72    |
| 56    | 15 a 19 | 84    |
| 92    | 10 a 14 | 92    |
| 72    | 5 a 9   | 96    |
| 64    | 0 a 4   | 84    |

## Economia
El 2007 la població en edat de treballar era de 1.675 persones, 1.328 eren actives i 347 eren inactives. De les 1.328 persones actives 1.232 estaven ocupades (632 homes i 600 dones) i 96 estaven aturades (57 homes i 39 dones). De les 347 persones inactives 65 estaven jubilades, 169 estaven estudiant i 113 estaven classificades com a «altres inactius».

### Ingressos
El 2009 a Longperrier hi havia 857 unitats fiscals que integraven 2.230,5 persones, la mediana anual d'ingressos fiscals per persona era de 21.834 €.

### Activitats econòmiques
Dels 63 establiments que hi havia el 2007, 2 eren d'empreses de fabricació d'altres productes industrials, 15 d'empreses de construcció, 19 d'empreses de comerç i reparació d'automòbils, 7 d'empreses de transport, 7 d'empreses d'hostatgeria i restauració, 1 d'una empresa immobiliària, 3 d'empreses de serveis, 3 d'entitats de l'administració pública i 6 d'empreses classificades com a «altres activitats de serveis».
Dels 22 establiments de servei als particulars que hi havia el 2009, 3 eren tallers de reparació d'automòbils i de material agrícola, 1 taller d'inspecció tècnica de vehicles, 1 establiment de lloguer de cotxes, 1 paleta, 2 guixaires pintors, 3 fusteries, 1 lampisteria, 5 electricistes, 3 perruqueries, 1 restaurant i 1 saló de bellesa.
Dels 4 establiments comercials que hi havia el 2009, 1 era un hipermercat, 1 una botiga de més de 120 m², 1 una botiga de roba i 1 una botiga de mobles.
L'any 2000 a Longperrier hi havia 4 explotacions agrícoles.

## Equipaments sanitaris i escolars
El 2009 hi havia 1 escola maternal i 1 escola elemental. Longperrier disposava d'un liceu d'ensenyament general amb 1.216 alumnes.

## Poblacions més properes
El següent diagrama mostra les poblacions més properes.